# Août 1940
Les événements concernant la Seconde Guerre mondiale sont détaillés dans l'article Août 1940 (Seconde Guerre mondiale).

## Événements
- Premier vol de l'appareil expérimental allemand à moteur fusée DFS 194.

- 1er août : 
  - Une directive d’Hitler demande de mener une guerre aérienne intense contre le Royaume-Uni.
  - Début du mouvement de Résistance français « Combat ».
- 2 août : 
  - Le général de Gaulle est condamné à mort par contumace par le tribunal militaire de la 13e région militaire française siégeant à Clermont-Ferrand.
  - Rationnements sévères en France et en Belgique.
  - Ultimatum japonais à l'amiral Decoux, gouverneur français d'Indochine.
- 3 août : l'Estonie et la Lituanie deviennent des Républiques soviétiques.
- 4 août : les forces italiennes envahissent le Somaliland britannique.
- 5 août : 
  - Władysław Sikorski et Winston Churchill signent un accord pour la reconstruction d’une armée polonaise au Royaume-Uni.
  - Bataille d'Angleterre (fin en 1941) : début du Blitz : la Grande-Bretagne est soumise à des attaques aériennes intenses (23 000 victimes civiles).
- 6 août : la Lettonie devient une République soviétique.
- 7 août
  - L'Alsace et la Lorraine (Moselle (département)) sont rattachés au Reich.
  - Accord entre De Gaulle et Churchill sur l'organisation des forces de la France libre. Un pacte est alors scellé entre Churchill et De Gaulle. Par l'accord des Chequers : le Royaume-Uni s'engage à sauvegarder l'intégrité de toutes les possessions françaises et à la restauration intégrale de l'indépendance et de la grandeur de la France".

- 8 août : arrestation de Léon Blum, Édouard Daladier, du général Gamelin et de Georges Mandel jugés responsables de la défaite de la France.
- 13 août : 
  - Pétain annonce aux Français le début de la Révolution nationale.
  - René Pleven et le capitaine Leclerc sont envoyés à Lagos pour obtenir le ralliement de l’AEF à la « France libre ».
  - Première loi contre les sociétés secrètes (visant les francs-maçons)[1].

- 15 août : le croiseur grec Elli est torpillé par un sous-marin non identifié (italien) dans le port de Tinos, au moment du grand pèlerinage annuel. C'est le prélude à l'attaque italienne.
- 16 août : 
  - Intensification des attaques aériennes allemandes sur le Royaume-Uni.
  - Arrivée à Casablanca du Massilia, parti de France le 21 juin avec 27 parlementaires à son bord. Ils sont gardés à vue.
- 17 août : accord d'Ogdensburg, pacte défensif entre le Canada et les États-Unis.
- 18 août : signature d'un traité de défense mutuelle entre le Canada et les États-Unis.
- 19 août : 
  - les Italiens prennent Berbera, capitale de la Somalie britannique.
  - Premier vol du bombardier américain North American B-25 Mitchell.
- 20 août : le premier train de l'histoire de la déportation en France, part d'Angoulême avec 927 civils espagnols, républicains et leurs familles, vers le camp de Mauthausen. La plupart des hommes mourront, les femmes et les enfants seront livrés à Franco.
- 21 août : assassinat de Léon Trotski à Coyoacán (Mexico) sur l’ordre de Staline, par un agent du service secret du Guépéou, Ramón Mercader (alias Jacques Mornard).
- 23 août : attentat du remorqueur Düsseldorf dans le port de Dieppe (France)
- 24 août : premier bombardement sur Londres
- 26 août : 
  - Premier bombardement sur Berlin par la Royal Air Force.
  - Le gouverneur du Tchad Félix Éboué et le Niger se rallient à la « France libre ». Ils seront bientôt suivis par les autres territoires de l’Afrique-Équatoriale française.
- 27 août : 
  - le Cameroun rallie la France libre du Général de Gaulle.
  - Premier vol de l'avion expérimental italien Campini-Caproni C.C.2. Celui-ci est propulsé par une turbine entraînée par un moteur à piston.
- 28 août : 
  - Se fondant sur l'article 19 de l'armistice, les nazis réclament la livraison des Allemands internés dans les camps de la zone libre.
  - Rébellion à Brazzaville et ralliement du Congo français à la France libre du Général de Gaulle.
  - massacre de Mouchgag[2].
  - Violents désordres à Nioro (Mali) provoqués par les partisans du mouvement réformiste musulman hamalliste. Cheikh Hamallah ben Mohamed ben Omar (1881-1943), son fondateur, est arrêté par les autorités coloniales et exilé à Montluçon en juin 1941[3], où il meurt quelques années plus tard.
  - Premier bombardement nocturne sur Londres, puis premier bombardement sur Berlin en réplique.
- 29 août : 
  - Création de la Légion française des combattants (LFC).
  - L'Oubangui-Chari rallie la France libre du Général de Gaulle.
- 30 août : 
  - à ce jour, d’après les chiffres officiels, le nombre total de soldats polonais évacués vers le Royaume-Uni s’élève à 19 457 ;
  - à la suite du second arbitrage de Vienne, sous la pression de l’Allemagne et de l’Italie, la Roumanie est contrainte de céder la Transylvanie à la Hongrie, soit 43 590 km2 et 2 185 500 habitants.
- 31 août : 
  - Joseph Charbonneau devient archevêque de Montréal.
  - Prise de Pointe-Noire. Ralliement de l’Oubangui-Chari.

## Naissances
- 3 août : Martin Sheen, acteur américain.
- 7 août : Jean-Luc Dehaene, premier ministre de Belgique
- 8 août : Dennis Tito, millionnaire américain, premier « touriste de l'espace ».
- 19 août : Johnny Nash, chanteur américain († 6 octobre 2020).
- 20 août : Jacques Bouveresse, philosophe français († 9 mai 2021).
- 21 août : Patrice Laffont, comédien, animateur de télévision et écrivain français († 7 août 2024).
- 23 août : Jean-Paul Mathieu, évêque catholique français, évêque de Saint-Dié.
- 25 août : José van Dam, chanteur d'opéra.
- 28 août : Philippe Léotard, comédien et chanteur français († 25 août 2001).
- 31 août : Alain Calmat, médecin, champion du monde patinage artistique (1965), ministre des sports (1984-1986) maire (1995-2014),

## Décès
- 4 août : Vladimir Jabotinsky, homme politique sioniste
- 21 août : Léon Trotsky, (assassiné) homme politique russe.